# Лудвиг фон Щархемберг
Лудвиг Йозеф Максимилиан фон Щархемберг (на немски: Ludwig Joseph Maximilian Fürst von Starhermberg; * 12 март 1762, Париж; † 2 септември 1833, дворец Дюрнщайн, Долна Австрия) е 2. княз от стария австрийски благороднически род Щархемберг и австрийски дипломат.

## Живот
Той е син на австрийския дипломат и министър (от 1765 княз) Георг Адам фон Щархемберг (1724 – 1807) и втората му съпруга принцеса Мария Франциска Йозефа фон Залм-Залм (1731 – 1806), дъщеря на 1. княз Николаус Леополд фон Залм-Залм (1701 – 1770) и принцеса Доротея Франциска Агнес фон Залм (1702 – 1751). Неговият кръстник е лично френският крал Луи XV.
Лудвиг расте в Брюксел, където баща му е министър. Той учи класическите езици гръцки и латински, математика, физика, история, философия, религия.
На 24 септември 1781 г. в Брюксел той се жени за Мари Луиза фон Аренберг (* 29 януари 1764; Брюксел; † 1 март 1835, Виена), дъщеря на фелдмаршал херцог Карл Мария Раймунд фон Аренберг (1721 – 1778) и графиня Луиза Маргарета фон дер Марк-Шлайден (1730 – 1820).
През 1786 г. Лудвиг се мести във Виена. Той наследява от баща си и земите на бездетния си чичо граф Йохан Ернст фон Щархемберг (1716 – 1786) в Горна Австрия. Във Виена той влиза в масонската ложа, в която също е и Моцарт. През 1802 г. става рицар на Ордена на Златното руно.
Лудвиг фон Щархемберг е австрийски пратеник в Санкт Петербург, в Хага (1791 – 1793), в Лондон (1793 – 1810) и в Торино (1815 – 1820). Той попада в тежка финансова криза. След това се оттегля и живее в Ефердинг и при дъщеря си, която живее във Вайнберг и Швертберг. Умира през 1833 г. в своя дворец Вахау в Дюрнщайн.

## Деца
Лудвиг фон Щархемберг и Мари Луиза фон Аренберг имат пет деца:
- Ернестина Маргерита (* 8 октомври 1782, Брюксел; † 31 август 1852, дворец Флоренес, Намюр), омъжена на 1 октомври 1807 г. във Виена за 1. херцог Фредерик Августе де Бофор-Спонтин (* 14 септември 1751, Намюр; † 22 април 1817, Брюксел)
- Георг Адам II фон Щархемберг (* 1 август 1785, Брюксел; † 7 април 1860, Виена), 3. княз на Щархемберг, женен на 23 май 1842 г. за принцеса Алойзия фон Ауершперг (* 17 април 1812; † 16 ноември1891, Залцбург)
- Франциска Мария (* 6 януатри 1787, Виена; † 21 декември 1864, Виена), омъжена на 26 юли 1803 г. в Англия за унгарския граф Истван Цихй де Цих (* 13 април 1780; † 8 юни 1853, Виена)
- Леополдина Георгина Мария Луиза (* 29 декември 1793, Лондон; † 15 ноември 1859, Линц), омъжена на 5 юни 1816 г. в Лозана за граф Йозеф Франц фон Тюрхайм (* 15 май 1794 до Лиеж; † 8 септември 1832, Линц)
- Георг Фридрих Лудвиг (* 22 януари 1802, Лондон; † 24 март 1834, Унгария), граф, женен на 17 октомври 1828 г. в Бохемия за графиня Валерия де Бофор-Спонтин (* 11 октомври 1811, Брюксел; † 8 януари 1887, Брюксел)